# Ludwig Rütimeyer
Karl Ludwig Rütimeyer, född 26 februari 1825 i Biglen, död 25 november 1895 i Basel, var en schweizisk zoolog och geolog.
Rütimeyer utnämndes 1855 till professor i zoologi vid universitetet i Basel. Rütimeyers undersökningar rörande vissa däggdjursgruppers fylogeni är av stor betydelse. Förutom hans arbeten om Europas tertiära däggdjur (Beziehungen zwischen den Säugetierstämmen alter und neuer Welt, 1889, och Übersicht der eocänen Fauna von Egerkingen, 1890) har hans undersökningar rörande de dittills inte uppmärksammade fynden från pålbyggnadsperioden (Die Fauna der Pfahlbauten in der Schweiz, 1861) överlämnat resultat av stor allmän biologisk betydelse. Tack vare främst dessa sistnämnda fynd blev Rütimeyer grundläggare av en nyare riktning i forskningen om husdjurs historia, i det att han genom historiska vittnesmål kunde uppvisa, att en verklig ombildning av husdjursraser ägt rum.